# Chimastrum argentea
Chimastrum argentea is een vlindersoort uit de familie van de prachtvlinders (Riodinidae), onderfamilie Riodininae.
Chimastrum argentea werd in 1866 beschreven door H. Bates.